# Стараја Купавна
Стараја Купавна (рус. Старая Купавна) град је у Русији у Московској области.

## Становништво
| 1939.  | 1959.  | 1970.  | 1979.  | 1989.  | 2002.  | 2010.  |
| ------ | ------ | ------ | ------ | ------ | ------ | ------ |
| 14.688 | 17.906 | 22.220 | 24.337 | 25.052 | 21.433 | 21.811 |